# Tolosa (Santa Rita)
Tolosa es una población del Municipio Santa Rita en el estado Zulia (Venezuela). Pertenece a la Parroquia Pedro Lucas Urribarrí. ubicado a aproximádamente 12,63 km de Cabimas (municipio Cabimas) y 14,15 km de Santa Rita, a 44 metros sobre el nivel del mar

## Geografía
Tolosa se encuentra en una sabana al este de la carretera Lara - Zulia, el pueblo tiene forma triangular, probablemente porque es un nodo entre las carreteras que lo unen con las poblaciones de Monte Pío, San Juan y El Guanábano. 
El Pueblo cuenta con una escuela,un estadio de Sóftbol y una cancha donde cada año se realizan juegos infantiles con ayuda de los ganaderos que aportan diferentes cosas a la comunidad ,Es lugar de destino para los ciclistas que practican este deporte en el Municipio Cabimas tanto los aficionados como el equipo Alcaldía de Cabimas.
En el 2016 la carretera via tolosa el guanabano fue reconstruida permitiendo un mejor acceso para viajar,por ello ha aumentado el tránsito en la via.